# Jabłonna (gromada w powiecie nowodworskim)
Jabłonna – dawna gromada, czyli najmniejsza jednostka podziału terytorialnego Polskiej Rzeczypospolitej Ludowej w latach 1954–1972.
Gromady, z gromadzkimi radami narodowymi (GRN) jako organami władzy najniższego stopnia na wsi, funkcjonowały od reformy reorganizującej administrację wiejską przeprowadzonej jesienią 1954 do momentu ich zniesienia z dniem 1 stycznia 1973, tym samym wypierając organizację gminną w latach 1954–1972.
Gromadę Jabłonna z siedzibą GRN w Jabłonnie utworzono – jako jedną z 8759 gromad na obszarze Polski – w powiecie nowodworskim w woj. warszawskim, na mocy uchwały nr VI/10/9/54 WRN w Warszawie z dnia 5 października 1954. W skład jednostki weszły obszary dotychczasowych gromad Jabłonna i Kępa Tarchomińska ze zniesionej gminy Jabłonna w tymże powiecie. Dla gromady ustalono 27 członków gromadzkiej rady narodowej.
31 grudnia 1959 1 stycznia 1960 do gromady Jabłonna przyłączono obszar zniesionej gromady Chotomów (bez wsi Dąbrowa Chotomowska i Olszewnica Stara), a także wsie Michałów, Grabina i Szamocin ze znoszonej gromady Rembelszczyzna w tymże powiecie (wykreślone zmiany retroaktywnie uchylone uchwałami z 25 lutego 1960).
Gromada przetrwała do końca 1972 roku, czyli do kolejnej reformy gminnej. 1 stycznia 1973 w powiecie nowodworskim reaktywowano gminę Jabłonna (od 1999 gmina Jabłonna należy do powiatu legionowskiego).